# イアン・アーシー
イアン・アーシー（Iain Arthy、1962年 - ）は、カナダ出身の翻訳家、日本語研究家である。
日本の国家機関で用いられるいわゆる「お役所言葉」を評して「整備文」の概念を提唱したり、マスコミや商業宣伝（コマーシャル）に見られる独特の言葉遣いを用いた日本語を「コーコクニーズ」と命名したりするなど、日本語に関する皮肉のこもった愛情と鋭い着眼点からくる日本語論が知られている。翻訳者としては、日本語の英訳を手がけている。文法的ないわゆる「日本語の乱れ」は「日本語の成長」の面もあると主張する一方、前述の「整備文」や「コーコクニーズ」などの「変な日本語」の発生とその蔓延は憂慮すべきものとして著書『政・官・財の日本語塾』において批判的姿勢を貫いている。

## 略歴
1983年バンクーバーのブリティッシュコロンビア大学の人文学部を卒業。大学での専攻は古代ギリシア・ローマ文学である。
1984年から1987年にかけての三年間、日本の中学校で英会話教師を勤めた。この頃に日本語を独学し、のちには自ら日本語で著書を発表するほどになった。1987年よりトロント大学大学院東アジア研究科に学び、1990年修士号を習得。1989年から1991年には山口大学に研究生として留学後、カナダに帰国する。
なお、外見はスキンヘッドである。

## 著作
- 『政・官・財（おえらがた）の日本語塾』（中央公論社、1996年）
- 『マスコミ無責任文法』（中央公論新社、2000年）
- 『怪しい日本語研究室』（毎日新聞社、2001年）
- 『ニッポン政界語読本【単語編】』（太郎次郎社エディタス、2024年）
- 『ニッポン政界語読本【会話編】』（太郎次郎社エディタス、2024年）